# Ópera do Malandro (álbum)
Ópera do Malandro é um álbum do músico brasileiro Chico Buarque lançado em 1979. O disco traz músicas do musical homônimo, de autoria de Chico Buarque, baseado na Ópera dos Mendigos, de 1728, de John Gay, e na Ópera dos Três Vinténs, de Bertolt Brecht e Kurt Weill. O musical estreou na cidade do Rio de Janeiro, em julho de 1978 e foi recriado na cidade de São Paulo, em outubro de 1979, ambos sob a direção de Luiz Antônio Martinês Corrêa.
O filme Ópera do Malandro estreou em 1986, sob direção de Ruy Guerra, baseado no musical. A trilha sonora do filme foi lançada também em 1986.

## Faixas

### Disco 1

#### Lado A
| N.º | Título                        | Compositor(es)                                         | Duração |  |
| 1.  | "O Malandro (Mack the Knife)" | Bertolt Brecht, Kurt Weill; adaptação de Chico Buarque |         |  |
| 2.  | "Hino de Duran"               | Chico Buarque                                          |         |  |
| 3.  | "Viver do Amor"               | Chico Buarque                                          |         |  |
| 4.  | "Uma Canção Desnaturada"      | Chico Buarque                                          |         |  |

#### Lado B
| N.º | Título                               | Compositor(es) | Duração |  |
| 1.  | "Tango do Covil"                     | Chico Buarque  |         |  |
| 2.  | "Doze Anos"                          | Chico Buarque  |         |  |
| 3.  | "O Casamento dos Pequenos Burgueses" | Chico Buarque  |         |  |
| 4.  | "Terezinha"                          | Chico Buarque  |         |  |
| 5.  | "Homenagem ao Malandro"              | Chico Buarque  |         |  |

### Disco 2

#### Lado A
| N.º | Título                       | Compositor(es) | Duração |  |
| 1.  | "Folhetim"                   | Chico Buarque  |         |  |
| 2.  | "Ai, Se Eles Me Pegam Agora" | Chico Buarque  |         |  |
| 3.  | "O Meu Amor"                 | Chico Buarque  |         |  |
| 4.  | "Se Eu Fosse o Teu Patrão"   | Chico Buarque  |         |  |
| 5.  | "Geni e o Zepelim"           | Chico Buarque  |         |  |

#### Lado B
| N.º | Título                            | Compositor(es)                                         | Duração |  |
| 1.  | "Pedaço de Mim"                   | Chico Buarque                                          |         |  |
| 2.  | "Ópera"                           | Chico Buarque                                          |         |  |
| 3.  | "O Malandro Nº2 (Mack the Knife)" | Bertolt Brecht, Kurt Weill; adaptação de Chico Buarque |         |  |

A faixa Ópera' tem adaptação e texto de Chico Buarque sobre trechos de "Carmen" de Bizet; "Rigoletto", "Aida" e "La Traviata" de Verdi; e "Tannhäuser" de Wagner.

## Ficha técnica
- Francis Hime – arranjos, piano, voz em "Pedaço de Mim"
- Sivuca – acordeon
- MPB-4 – vozes em "Malandro" e "Tango do Covil"
- A Cor do Som – diversos instrumentos em "Hino de Duran"
- Nara Leão – voz em "Folhetim"
- Moreira da Silva – voz em "Doze Anos" e "Homenagem ao Malandro"
- Alcione – voz em "O Casamento dos Pequenos Burgueses"
- As Frenéticas – vozes em "Ai, Se Eles Me Pegam Agora"
- Elba Ramalho e Marieta Severo – vozes em "O Meu Amor"
- Turma do Funil – vozes em "Se Eu Fosse o Teu Patrão" e "Ópera"
- Zizi Possi – voz em "Terezinha"
- Gal Costa – voz em "Pedaço de Mim"
- João Nogueira – voz em "Malandro Nº2"
- Alexandre Trick, Diva Pierante, Glória Queiróz, Paulo Fortes – vozes em "Ópera"
- Marlene - voz em "Viver de Amor" e "Uma Canção Desnaturada"